# Idrossifenilpiruvato reduttasi
La idrossifenilpiruvato reduttasi è un enzima appartenente alla classe delle ossidoreduttasi, che catalizza la seguente reazione:
3-(4-idrossifenil)lattato + NAD+ ⇄ 3-(4-idrossifenil)piruvato + NADH + H+
L'enzima agisce anche sul 3-(3,4-diidrossifenil)lattato ed è coinvolto, con la rosmarinato sintasi, nella biosintesi di acido rosmarinico.